# Square du Vieux Tilleul
Pour les articles homonymes, voir Tilleul (homonymie).
Le square du Vieux Tilleul est une section élargie de l'avenue du Bois de la Cambre qui constitue le centre et place historique du hameau de Boondael.

## Situation
Il constitue le point de convergence de plusieurs artères importantes : les avenues Armand Huysmans, d'Italie, des Grenadiers, du Bois de La Cambre et la chaussée de Boitsfort.

## Particularité
Le tilleul serait âgé, en ce début du XXIe siècle, de près de 400 ans.

## Galerie

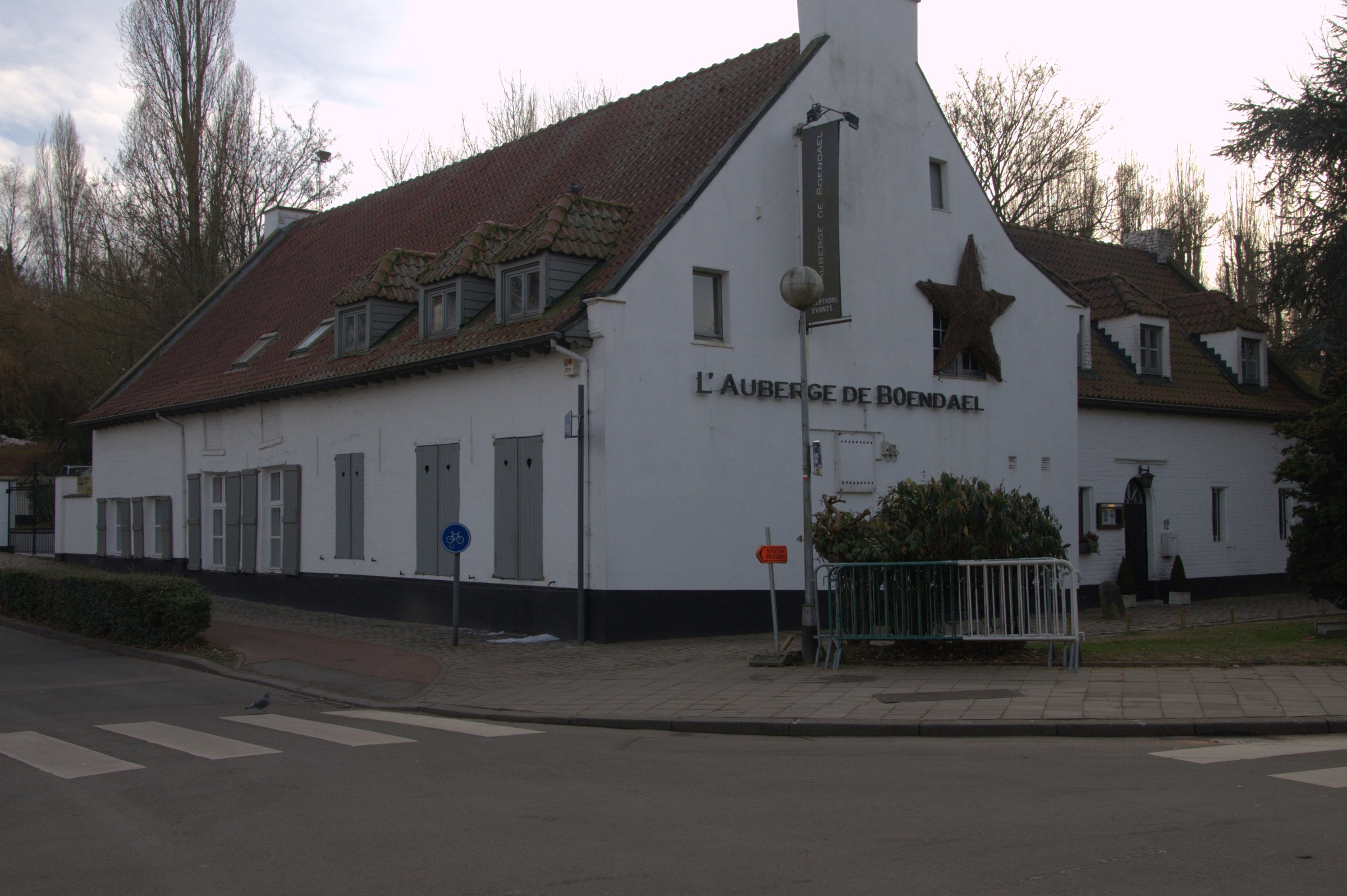
Ancienne laiterie du Vieux Tilleul et Auberge de Boondael (au Square du Vieux Tilleul)[4].